# Ettore Fieramosca (incrociatore)
L'Ettore Fieramosca fu un incrociatore corazzato di seconda classe della Regia marina italiana, appartenente alla classe Etna. Il suo motto fu Quid possit pateat saltem nunc itala virtus ("Si veda almeno ora quanto può l'italico valore").

## Premesse
Il progetto iniziale delle classe Etna venne creato dall'ispettore ingegnere nonché generale Carlo Vigna sulla base della Bausan, di progettazione inglese. Tale progetto prevedeva la produzione di quattro ariete torpediniere, le prime tre chiamate Etna, Vulcano e Stromboli.

## Storia
La nave fu impostata il 31 dicembre 1885 nei cantieri Orlando, Livorno, in corso d'opera venne allungata di circa due metri rispetto alle sorelle. Al momento del varo, avvenuto il 30 agosto 1988, la nave venne riclassificata come incrociatore corazzato di secondo livello (o incrociatore protetto).
La Ettore Fieramosca fu la seconda unità della Regia marina a portare questo nome. Venne completata ed entrò in servizio il 16 novembre 1889. Inizialmente era stata dotata di velatura aurica su due alberi, ma l'allestimento e l'armamento vennero più volte modificati: i due rimaneggiamenti più importanti avvennero nel 1900 e del 1907, con modifiche che incrementarono i calibri, la gittata e la frequenza di tiro.
Dopo l’entrata in servizio svolse prevalentemente attività di grandi manovre e d'addestramento quali il lancio di siluri. Il 1º agosto 1897 ricevette a Napoli la bandiera di combattimento, donata dalle donne della città di Capua, città natale di Ettore Fieramosca.
Nel 1899 fu di stanza in Sud America, mentre nel 1900 venne inviata in estremo Oriente per appoggiare con i suoi reparti da sbarco le operazioni internazionali in Cina, durante la rivolta dei Boxer.
Nel 1905 fu assegnato alla Divisione Navale Oceanica, costeggiando dapprima le coste dell'Africa e raggiungendo successivamente il Sud America fino al 1908. Durante questo periodo effettuò diverse navigazioni raggiungendo anche la Terra del Fuoco e lo Stretto di Magellano. Nel luglio 1908, partecipò al Columbus Day raggiungendo Bridgeport, dove il suo equipaggio prese parte ad una parata congiuntamente all'equipaggio della USS New Hampshire.
Venne radiata dalla Regia marina il 15 luglio 1909 ed infine inviata alla demolizione il 15 maggio del 1911.